# HMS Providence (1791)
HMS Providence foi um sloop da Marinha Real Britânica, famoso por ser comandado por William Bligh em sua segunda jornada de fruta-pão entre 1791 e 1794. O Providence foi comprado da Perry & Co, Blackwall em fevereiro de 1791 e lançado em 23 de abril de 1791.